# Parafia św. Stefana w Policznie
Parafia świętego Stefana w Policznie – jedna z 12 parafii rzymskokatolickich dekanatu czarnoleskiego diecezji radomskiej znajdująca się w Policznie.

## Historia
Pierwszy kościół drewniany pw. św. Anny i św. Stanisława istniał w XV wieku. Parafia została erygowana w 1531 i uposażona przez Andrzeja Białaczewskiego. Drugi kościół drewniany pw. św. Jana Nepomucena i św. Antoniego Padewskiego, z fundacji Ewy z Szaniawskich Suchodolskiej, kasztelanowej lubelskiej, pochodzący z ok. 1740 został rozebrany w 1894. Obecny kościół pw. św. Stefana, według projektu Jerzego Wernera z Tyrolu, fundacji hr. Marii z Tyzenhauzów Przeździeckiej, zbudowano w latach 1889–1894 staraniem ks. Antoniego Grudzińskiego. Konsekracji kościoła dokonał 30 sierpnia 1894 bp. Antoni Franciszek Sotkiewicz. W kościele tym w 1892 ks. Antoni Grudziński pobłogosławił związek małżeński Stefana Żeromskiego z Oktawią Rodkiewicz, świadkiem był Aleksander Głowacki (Bolesław Prus). W parafii proboszczem w latach 1917–1921 był bł. ks. Kazimierz Sykulski. Kościół jest w stylu neogotyckim, trzynawowy, zbudowany na planie krzyża łacińskiego, z cegły czerwonej. 

## Proboszczowie
- 1937–1958: ks. Kazimierz Wędzikowski
- 1958–1962: ks. Jan Jagiełło
- 1963–1976: ks. Stefan Gliszczyński
- 1976–1986: ks. Jan Kruk
- 1986–1987: ks. Sylwester Szefliński
- 1987–1990: ks. Edmund Marcinkiewicz
- 1990–2014: ks. Marian Miegoń
- 2014-2025: ks. Janusz Krupa
- od 2025: ks Tomasz Pastuszka (administrator)[1]

## Terytorium
Do parafii należą: Aleksandrówka, Andrzejówka, Antoniówka, Biały Ług, Franków, Jadwinów, Ługowa Wola, Policzna, Stanisławów, Świetlikowa Wola, Wilczowola, Wojciechówka, Wólka Policka.